# Оге
Оге (фр. Auga) насеље је и општина у југозападној Француској у региону Аквитанија, у департману Атлантски Пиринеји која припада префектури По.
По подацима из 2011. године у општини је живело 141 становника, а густина насељености је износила 34,99 становника/km². Општина се простире на површини од 4 km². Налази се на средњој надморској висини од 160 метара (максималној 258 m, а минималној 123 m).

## Демографија
| 1962. | 1968. | 1975. | 1982. | 1990. | 1999. | 2011. |
| ----- | ----- | ----- | ----- | ----- | ----- | ----- |
| 140   | 138   | 114   | 121   | 136   | 113   | 141   |

График промене броја становника у току последњих година